# 高怡生

高怡生（1910年8月30日—1992年5月30日），中国药物化学家。生于江苏南京。1934年毕业于国立中央大学化学系。1950年获英国牛津大学博士学位。1980年当选为中国科学院学部委员(院士)。曾任中国科学院上海药物研究所研究员、所长，上海计划生育研究所所长等职。曾从事氯霉素合成新法及其类似物的研究和从柠檬酸合成异烟肼的工作。